# Oftalmologi
Oftalmologi er det medicinske speciale, der beskæftiger sig med øjensygdomme.